# Nörtzingen
Nörtzingen (luxemburgisch Näerzengⓘ, französisch Noertzange) ist eine Ortschaft in der Gemeinde Bettemburg, Kanton Esch an der Alzette, im Großherzogtum Luxemburg.

## Lage
Nörtzingen liegt am rechten Ufer der Alzette. Direkte Nachbarorte sind Schifflingen, Bergem, Hüncheringen, Düdelingen -Budersberg und Kayl. Durch den Ort verläuft die Bahnstrecke Luxemburg – Esch/Alzette (Teil), Nörtzingen besitzt auch einen eigenen Bahnhof.

## Allgemeines
Nörtzingen ist eine Ortschaft innerhalb der Gemeinde Bettemburg und ist durch die Eisenbahn in einen nördlichen und südlichen Teil geteilt. Die kleine Andreaskapelle ist ein gotisch-barocker Saalbau, der Chor stammt noch aus gotischer Zeit, das Kirchenschiff wurde um 1758 errichtet.